# Michel Dubois

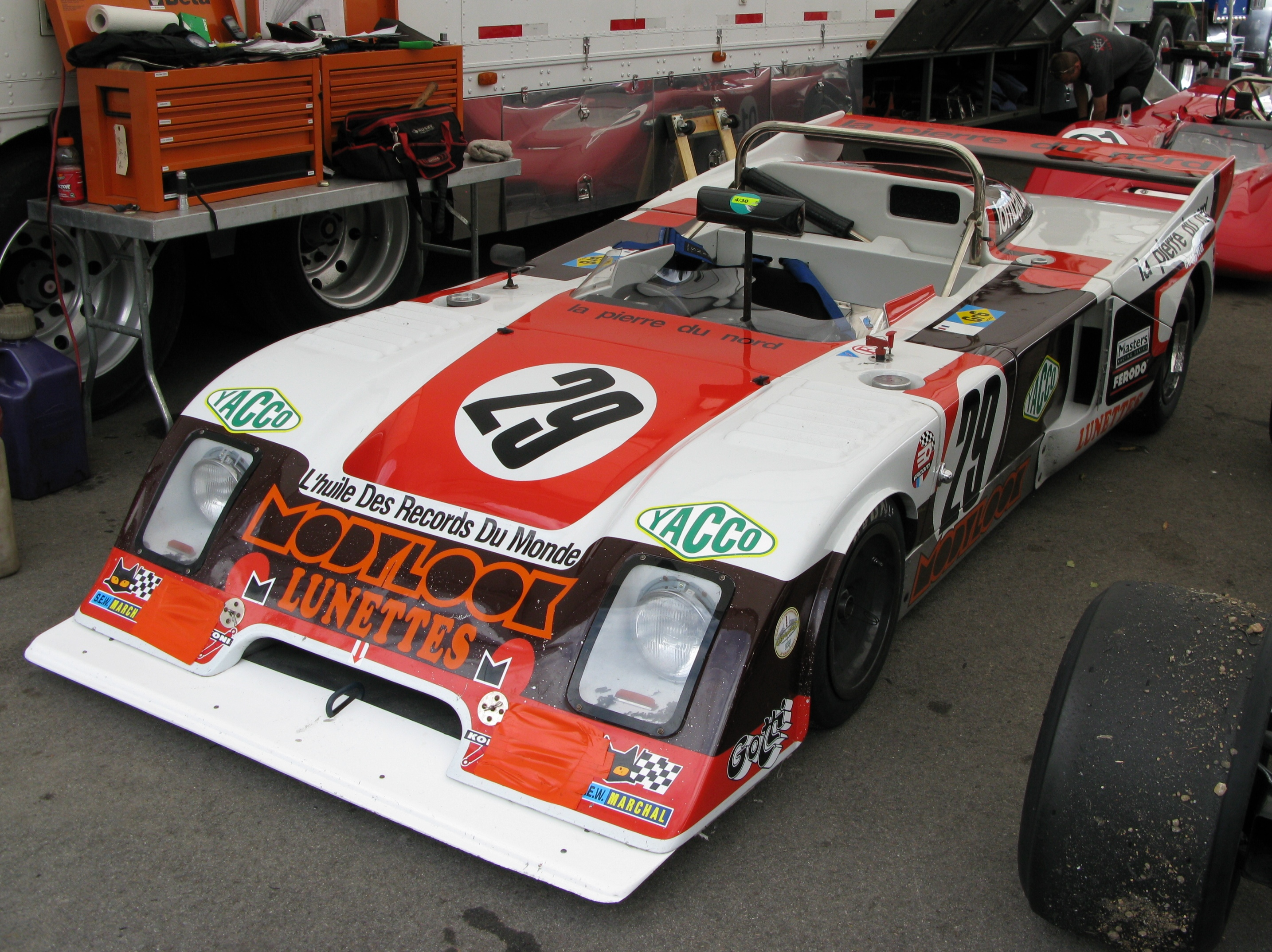
Der Chevron B36, mit dem Michel Dubois beim 24-Stunden-Rennen von Le Mans 1978 am Start war

Michel Maurice Marie Dubois (* 7. Mai 1948 in Beauvais; † 8. September 2006 ebenda) war ein französischer Autorennfahrer.

## Karriere im Motorsport
Michel Dubois war nach einigen Jahren in der französischen Formel-Renault-Meisterschaft zwischen 1974 und 1985 insgesamt zehnmal beim 24-Stunden-Rennen von Le Mans am Start. Sein Debüt gab er 1974 mit einem siebten Rang in der Gesamtwertung; seinen letzten Einsatz hatte er 1985, als bei seinem Rondeau M379 eine Aufhängung brach und das Team zur vorzeitigen Aufgabe zwang.

## Statistik

### Le-Mans-Ergebnisse
| Jahr | Team                       | Fahrzeug                | Teamkollege               | Teamkollege      | Platzierung     | Ausfallgrund    |
| ---- | -------------------------- | ----------------------- | ------------------------- | ---------------- | --------------- | --------------- |
| 1974 | Porsche Club Romand        | Porsche 911 Carrera RSR | Bernard Chenevière        | Peter Zbinden    | Rang 7          |                 |
| 1977 | Racing Organisation Course | Chevron B36             | Alain Flotard             | Max Cohen-Olivar | Ausfall         | Motorschaden    |
| 1978 | ROC Modylook               | Chevron B36             | Daniel Gache              | Julien Sanchez   | Ausfall         | Unfall          |
| 1979 | Racing Organisation Course | Chevron B36             | Pierre-François Rousselot | Marc Menant      | nicht klassiert |                 |
| 1980 | ROC - Société Yacco        | Lola T298               | Christian Debias          | Florian Vetsch   | Rang 18         |                 |
| 1981 | Compagnie Primagaz         | Lola T298               | Jacques Heuclin           | Pierre Yver      | nicht klassiert |                 |
| 1982 | Courage Compétition        | Cougar C01              | Jean-Philippe Grand       | Yves Courage     | Ausfall         | Getriebeschaden |
| 1983 | Primagaz                   | Cougar C01B             | Alain de Cadenet          | Yves Courage     | Ausfall         | Motorschaden    |
| 1984 | Primagaz                   | Cougar C02              | John Jellinek             | Yves Courage     | Ausfall         | Ölpumpe         |
| 1985 | Ecurie Blanchet Locatop    | Rondeau M379            | Noël del Bello            | Hubert Striebig  | Ausfall         | Aufhängung      |

### Einzelergebnisse in der Sportwagen-Weltmeisterschaft
| Saison | Team                    | Rennwagen               | 1   | 2   | 3   | 4   | 5   | 6   | 7   | 8   | 9   | 10  | 11  | 12  | 13  | 14  | 15  | 16  | 17  |
| ------ | ----------------------- | ----------------------- | --- | --- | --- | --- | --- | --- | --- | --- | --- | --- | --- | --- | --- | --- | --- | --- | --- |
| 1974   | Porsche Club Romand     | Porsche 911 Carrera RSR | MON | SPA | NÜR | IMO | LEM | ZEL | WAT | LEC | BRH | KYA |     |     |     |     |     |     |     |
| 1974   | Porsche Club Romand     | Porsche 911 Carrera RSR |     | 7   |     |     |     |     |     |     |     |     |     |     |     |     |     |     |     |
| 1977   |                         | Chevron B31             | DAY | MUG | DIJ | MON | SIL | NÜR | VAL | PER | WAT | EST | LEC | MOS | IMO | SAL | BRH | HOK | VAL |
| 1977   |                         | Chevron B31             |     |     |     |     |     |     |     | DNF |     |     |     |     |     |     |     |     |     |
| 1978   | ROC                     | Chevron B36             | DAY | SEB | MUG | TAL | DIJ | SIL | NÜR | LEM | MIS | DAY | WAT | VAL | ROD |     |     |     |     |
| 1978   | ROC                     | Chevron B36             |     |     |     |     | DNF |     |     |     |     |     |     |     |     |     |     |     |     |
| 1979   | ROC                     | Chevron B36             | DAY | SEB | MUG | TAL | DIJ | RIV | SIL | NÜR | LEM | PER | DAY | WAT | SPA | BRH | ROA | VAL | ELS |
| 1979   | ROC                     | Chevron B36             |     |     |     |     |     | DNF |     |     |     |     |     |     |     |     |     |     |     |
| 1980   | ROC                     | Lola T298               | DAY | BRH | SEB | MUG | MON | RIV | SIL | NÜR | LEM | DAY | WAT | SPA | MOS | ROA | VAL | DIJ |     |
| 1980   | ROC                     | Lola T298               |     |     |     |     |     | 18  |     |     |     |     |     |     |     |     |     |     |     |
| 1981   | Primagaz                | Lola T298               | DAY | SEB | MUG | MON | RIV | SIL | NÜR | LEM | PER | DAY | WAT | SPA | MOS | ROA | BRH |     |     |
| 1981   | Primagaz                | Lola T298               |     |     |     |     | DNF |     |     |     |     |     |     |     |     |     |     |     |     |
| 1982   | Courage Compétition     | Cougar C01              | MON | SIL | NÜR | LEM | SPA | MUG | FUJ | BRH |     |     |     |     |     |     |     |     |     |
| 1982   | Courage Compétition     | Cougar C01              | DNF |     |     |     |     |     |     |     |     |     |     |     |     |     |     |     |     |
| 1983   | Primagaz                | Cougar C01              | MON | SIL | NÜR | LEM | SPA | FUJ | KYA |     |     |     |     |     |     |     |     |     |     |
| 1983   | Primagaz                | Cougar C01              | DNF |     |     |     |     |     |     |     |     |     |     |     |     |     |     |     |     |
| 1984   | Primagaz                | Cougar C02              | MON | SIL | LEM | NÜR | BRH | MOS | SPA | IMO | FUJ | KYA | SAN |     |     |     |     |     |     |
| 1984   | Primagaz                | Cougar C02              | DNF |     |     |     |     |     |     |     |     |     |     |     |     |     |     |     |     |
| 1985   | Ecurie Blanchet Locatop | Rondeau M379            | MUG | MON | SIL | LEM | HOK | MOS | SPA | BRH | FUJ | SEL |     |     |     |     |     |     |     |
| 1985   | Ecurie Blanchet Locatop | Rondeau M379            |     |     |     | DNF | DNF |     |     |     |     |     |     |     |     |     |     |     |     |